# Korps-Abteilung E
Korps-Abteilung E was een provisorische eenheid van de Duitse Wehrmacht ter grootte van een divisie, die aan het oostfront werd gevormd tijdens de Tweede Wereldoorlog uit de resten van meerdere zwaar aangeslagen infanteriedivisies. De eenheid kwam in actie in de tweede fase van Operatie Bagration en diende in augustus/september 1944 als verdediging rond het  Sovjetbruggenhoofd Warka/Magnuszew. Op 16 oktober 1944 werd de Korps-Abteilung weer omgedoopt in een reguliere infanteriedivisie.

## Geschiedenis

### Oprichting
Korps-Abteilung E werd opgericht op 2 november 1943 bij Heeresgruppe Mitte zuidelijk van Gomel. De Korps-Abteilung werd georganiseerd als Infanterie-Division neuer Art. De eenheid was samengesteld uit de resten van drie infanteriedivisies, die in de voorafgaande gevechten aan het oostfront zwaar waren aangeslagen. Deze Korps-Abteilung was samengesteld uit de resten van de 86e, 137e en 251e Infanteriedivisies. De staf was de voormalige staf was van de 251e Infanteriedivisie. De regimenten werden aangeduid als Divisions-Gruppen (divisiegroepen). De bataljons werden aangeduid als Regimentsgruppen (regimentsgroepen).

### Frontinzet
In november 1943 werd de Korps-Abteilung naar achteren gedreven en kwam rond Mozir in actie. In januari 1944 werd de Korps-Abteilung teruggedreven tot Muliarovka en kon daar een verdediging opbouwen. In april 1944 werd de eenheid verplaatst naar een westelijker stelling, noordelijk van de Pripjatmoerassen, rond Mukoshin. Door deze positie werd de Korps-Abteilung niet geraakt door de initiële fase van Operatie Bagration. Maar tegen 13 juli 1944 kwam de eenheid eindelijk in aanraking met de Sovjets in wat de “neus van Pinsk” genoemd werd: een naar het oosten uitstekende frontsaillant. Een week later was de Korps-Abteilung al teruggedrongen tot Brest-Litovsk. De commandatnt van de Korps-Abteilung, Generalleutnant Maximilian Felzmann, werd tegelijk ook benoemd tot Kommandant des festen Platzes op 21 juli 1944. Binnen een week was Brest-Litovsk omsingeld en van 27 tot 29 juli brak de Gruppe Felzmann succesvol uit. Daarna volgde een korte opfris bij Łosice en later bij Wyszków, tot ongeveer 20 augustus 1944. De Korps-Abteilung werd van ongeveer 23 augustus tot medio oktober 1944 ingezet als verdediging bij het Sovjetbruggenhoofd Warka/Magnuszew.

### Het einde
De Korps-Abteilung E werd op 16 oktober 1944 bij Warka omgedoopt in 251e Infanteriedivisie. De Divisiegroepen 86, 137 en 251 werden daarbij omgedoopt in resp. Grenadierregiment 184, 448 en 451.

## Samenstelling
- Staf Korps-Abteilung E (van 251e Infanteriedivisie)
- Divisionsgruppe 86 uit de staf van Grenadierregiment 184, Regimentsgruppe 167 (I./167) en 184 (I./184)
- Divisionsgruppe 137 uit de staf van Grenadierregiment 448, Regimentsgruppe 447 (II./447) en 448 (II./448)
- Divisionsgruppe 251 uit de staf van Grenadierregiment 451, Regimentsgruppe 451 (I./451) en 459 (I./459)
- Artillerieregiment 186 met Artillerie-Abteilung I./186, II./251, III./251 und IV./186
- Divisions-Füsilier-Bataillon 86 (met delen 251 en Gren.Rgt. 451)
- Panzerjäger-Abteilung 186 (met delen 251)
- Pionier-Bataillon 186 (met delen 251)
- Nachrichten-Abteilung 251
- Feldersatz-Bataillon 186
- Nachschubtruppen 251

## Commandanten
| Rang                                               | Naam                | Begin             | Eind             |
| -------------------------------------------------- | ------------------- | ----------------- | ---------------- |
| Generalmajor vanaf 1 december 1943 Generalleutnant | Maximilian Felzmann | 2 november 1943   | 22 juli 1944     |
| Oberst                                             | Martin Bieber       | 22 juli 1944      | 31 juli 1944     |
| Generalleutnant                                    | Maximilian Felzmann | 31 juli 1944?     | 29 augustus 1944 |
| ?                                                  | ?                   | 29 augustus 1944  | 20 september     |
| Generalleutnant                                    | Maximilian Felzmann | 20 september 1944 | 2 oktober 1944?  |
| Generalmajor                                       | Werner Heucke       | 2 oktober 1944    | 16 oktober 1944  |

## Bovenliggende bevelslagen
| Legerkorps         | Leger    | Legergroep          | Plaats/regio          | Begin               | Eind                       |
| ------------------ | -------- | ------------------- | --------------------- | ------------------- | -------------------------- |
| 46e Pantserkorps   | 2. Armee | Heeresgruppe Mitte] | Pripjet, Gomel        | 2 november 1943     | ?                          |
| 56e Pantserkorps   | 2. Armee | Heeresgruppe Mitte  | Pripjet               | december 1943       |                            |
| 20e Legerkorps     | 2. Armee | Heeresgruppe Mitte  | Pripjet               | januari 1944        |                            |
| Gruppe Agricola    | 2. Armee | Heeresgruppe Mitte  | Pripjet               | eind maart 1944     | tussen 18 en 22 april 1944 |
| 20e Legerkorps     | 2. Armee | Heeresgruppe Mitte  | Pripjet, Pinsk, Brest | mei 1944            | 29 juli 1944               |
| direct onder bevel | --       | Heeresgruppe Mitte  | Łosice, Wyszków       | 29 juli 1944        | ± 20 augustus 1944         |
| 46e Pantserkorps   | 9. Armee | Heeresgruppe Mitte  | Warka                 | ± 23 augustus 1944  | ± 11 september 1944        |
| 8e Legerkorps      | 9. Armee | Heeresgruppe Mitte  | Warka                 | ± 11 september 1944 | 16 oktober 1944            |